# Högberget (naturreservat)
Högberget är ett naturreservat i Sollefteå kommun i Västernorrlands län.
Området är naturskyddat sedan 2007 och var då 163 hektar stort. År 2020 utökades reservatet till 222 hektar. Reservatet består av en brandpräglad talldominerad barrskog.